# بیمارستان ادونتیست ایزوال
بیمارستان ادونتیست ایزوال (به انگلیسی: Aizawl Adventist Hospital) بیمارستانی خصوصی در هند است که در ۱۹۹۶ میلادی ساخته شد و دارای ۴۰ تخت است.